# Timex Sinclair 1000
Timex Sinclair 1000 (TS1000) は、タイメックスとシンクレア・リサーチの合弁企業タイメックス・シンクレアが製造販売した最初のコンピュータ。1982年7月に発売された。

## 概要
TS1000は、Sinclair ZX81 のPAL版RFモジュレータをNTSC版に差し替えたバージョンであり（ポルトガル版はPALのまま）、主基板上のRAM容量を2倍の2kBにしている。ケースはシールディングがZX81から若干改善されているが、キーボードはメンブレンキーボードのままである。表示はモノクロで、サウンド機能はない。その後、改良版の Timex Sinclair 1500 がリリースされている。
Sinclair ZX81 と同様、BASICを主インタフェース兼プログラミング言語としている。メンブレンキーボードでのプログラミングを多少容易にするため、BASICのコマンドを1文字の「キーワード」で入力できるショートカットシステムを採用している（例えば、キーワードモードで "P" を押下すると "PRINT" が入力される）。一部のキーワードは1文字では入力できず、複数文字によるショートカットになっている（例えば、SHIFT-ENTER S は "LPRINT" になる）。カーソルの形状を変化させることで、入力モードがわかるようになっていた。
アメリカでの発売当初99.95ドルで販売され、当時最も安価なホームコンピュータだった（広告でも "the first computer under $100" と謳っていた）。それがきっかけとなって低価格競争が始まり、コモドールがVIC-20の価格を対抗できるレベルに下げ、さらにコモドール64購入時に他のコンピュータを一律100ドルで下取りするキャンペーンを行った。そのころTS1000は49ドルで売られていたため、多くの顧客がTS1000を買ってコモドール64購入時の下取りに出し、差額を儲けていた。
モノクロで32文字×24行の文字表示が可能である（24行のうち、1行はデータ入力専用、1行はエラーメッセージ表示用となっていた）。非ASCIIの文字セットに様々な図形文字があり、それらを組み合わせて擬似的なグラフィックス表示も可能である。永続的記憶装置としては、家庭用カセットテープレコーダーを接続して使用する。16kBのメモリ拡張モジュールが49.95ドルで売られていた。標準の2kBではほとんどソフトウェアが動作できず、メモリ拡張モジュールも品薄だったため、TS1000はプログラミングの入門用以外にはほとんど使えなかった。当時のパソコン雑誌 Compute! などでは、TS1000に様々な装置を接続する企画が掲載され、TI製音声合成玩具 Speak & Spell を接続したり、メモリポート経由でロボットを制御したり、店頭広告用にディスプレイの表示をスクロールさせるといったことが行われていた。
TS1000の周辺にはその制約を打ち破るための様々な改造を施すサードパーティ業者が生まれた。フルサイズのキーボードを接続したり、音声合成機能を追加したり、サウンド機能を追加したり、ディスク装置を接続したり、メモリを64kBまで拡張したりといった改造が行われた。Forth、Pascal、BASICコンパイラ、アセンブラなどの言語処理系も開発されている。Microcomputing誌の1983年4月号の記事では、TS1000のメンブレンキーボードを非難し、フルキーボードを外付けする方法を紹介している。

## Timex Sinclair 1500

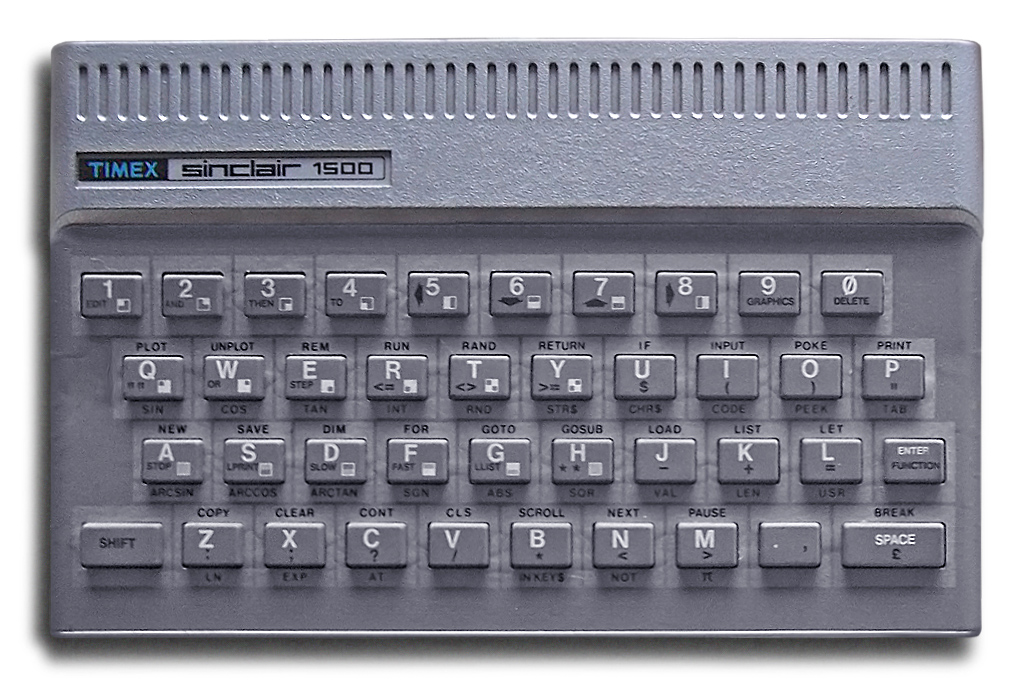
Timex Sinclair 1500

TS1500 はTS1000の後継機である。TS1000はキーボードとメモリ拡張モジュール関連で大きな問題を発生させていたため、タイメックス・シンクレアがそれらの問題に対処すべく設計した。ケースには TS2068 の発売決定で発売が見送られたTS2000の ZX Spectrum によく似た銀色のケースを流用した。キーボードは ZX Spectrum と同じゴム製のチクレットキーボードで、（フェランティ製ではない）カスタムULAを搭載し、主基板上に16kBのRAMを搭載している。
RFモジュレータを内蔵し、ディスプレイには普通のテレビを使用する。チャンネルは2または3で、デフォルトは2だが、電源投入時にキーボードの "3" を押下すると3チャンネルに変更される。
TS1500は16kBのRAMを内蔵しているが、16kBのメモリ拡張モジュールも接続可能で、合わせて32kBの容量が可能である。RAMパックを追加した場合、キーボードコマンド (POKE) をいくつか実行しないとそれを認識できない。
様々な改良を施したが、ZX81 の仕様は既に時代遅れであり、商業的には失敗に終わった。アメリカ以外にポルトガルでも販売されていた。

### バグ
TS1000とTS1500にはソフトウェアに2つの若干の差異があった。
TS1000とZX81では、
```
LPRINT 0.00001
```

というコマンドを打ち込むとプリンターに 0.0XYZ1 と印字される。このよく知られたバグはTS1500では修正されている。
TS1000では、次のようなループを正しく実行できるが、TS1500ではうまくいかず、ループ回数が1回少なくなる。
```
10 FOR I = 0 TO 1 STEP .25
20 PRINT I
30 NEXT I
```

### 周辺機器
タイメックスはTS1000向けにROMカートリッジ・インタフェース Timex Sinclair 1510 Command Cartridge Player を製造販売した。TS1510 向けのROMカートリッジは4種類しか発売されていない。
- 07-9001 Supermath
- 07-9002 States and Capitals
- 07-9003 Chess
- 07-9004 Flight Simulator

なお、TS1000でTS1510を使う場合、16K RAMパックを必要とする。